# 沙普華達
沙普華達（Gonzalo Sepulveda，1988年10月11日—），是智利的足球運動員，司職中場。於2007年加盟香港甲組足球聯賽球隊傑志。

## 球會生涯
2007年在傑志現任教練摩蘭奴接手後，利用他的球壇網路，由智利老牌球會天主教大學外借予傑志的沙普華達，沙普華達最終因態度問題被會方解約。